# Krásnaya Zvezdá (Novokubansk, Krasnodar)
Krásnaya Zvezdá (del ruso: Красная Звезда) es un jútor del raión de Novokubansk, en el krai de Krasnodar de Rusia. Está situado en la orilla derecha del río Kubán, donde desemboca el arroyo Pletneva, frente a Lesjoz, 11 km al norte de Novokubansk y 164 km al este de Krasnodar. Tenía 179 habitantes en 2010.
Pertenece al municipio Kovalévskoye.